# Bera Dolu
Bera Dolu is een bestuurslaag in het regentschap West-Soemba van de provincie Oost-Nusa Tenggara, Indonesië. Bera Dolu telt 2619 inwoners (volkstelling 2010).